# 天神亂漫 -LUCKY or UNLUCKY!?-
《天神亂漫 -LUCKY or UNLUCKY!?-》是YUZUSOFT於2009年5月29日所發售的戀愛冒險類型成人遊戲。2010年3月25日由Russell發售PlayStation Portable版《天神亂漫 Happy Go Lucky!!》，2021年12月24日發售逆移植PC版。漫畫、小說等跨媒體作品已陸續發行。

## 系統
本作其中一個特色，故事每進行一天黑板的日期也會隨之改變。偶爾會因劇情而出現一些帶有捏它的小圖，或者是讓你看到疑似之後伏線的插圖。而當角色路線確定後，右下的值日生的名字會寫著主角春樹以及該路線女主角名稱（neta自CLANNAD中朋也和渚将对方的名字写在值日生处）。
PlayStation Portable版除了將原本H場景去除之外，追加了個女主角專屬的插曲及CG，並新增了可攻略角色「市杵宍姫命」以及新配角「蘇芳」及三首BGM，片頭部分亦有追加新的畫面。

## 劇情簡介
男主角千歳春樹，天生擁有不幸的體質。擁有長年不幸經驗的本人，已經習慣並當成了那是「平穩的日常」。某日更加「不幸（？）」的事情突然到來。家裡收到貼著“生物”貼紙的巨大包裹。雖然覺得很可疑但還是將它打開，裡面出現一位自稱是神的少女，並宣言：「為了從天罰中保護你而來！」就這樣，春樹的不幸又平凡的日常生活，更是開始加速……

## 登場人物
※聲優部分為PC版 / PSP版的表示順序。本作大部分的人物名字都是以日本使用的顏色名稱為題材，以下分別記錄在各角色的介紹中。

### 主要角色
千歳春樹
聲：無
本故事的主角。千歲家的獨子，父母的去向劇中沒有提及，跟祖父真一郎及妹妹佐奈居住在真日羽市，就讀水薙學園。
時常弄丟東西，更經常被不良纏上，一出生就很倒霉。
不過，可能因為經常遇到不幸，所以變得打架很厲害，對於諸如此類的事故也很習慣。
為了避免因不幸而弄丟錢包等損失，所以零用錢一天只有200日元（約台幣72元，由佐奈管理）。
討厭麻煩的性格，雖然行為中庸低調但總是會被捲入麻煩。
即便沒被捲入，也會因為爛好人的個性而主動被捲入，即便本人有自覺，仍然無法放著不管。
因為身邊的人的個性的關係而被迫成為吐槽役，即使生病也會拼命吐槽，甚至請人代理吐槽。
實際上，他的不幸的是由於一族被神所施的『神的天罰』造成。
與祖父、父親相比，天生運氣就沒有很好，所以與天罰加減後仍然承受著明顯的厄運。
由於『神的天罰』的關係而常被校方盯上，為免更多麻煩，在學習方面很認真，成績有一定程度，並且擅長教人數學。
結識了青梅竹馬的葵、庵以及境遇相似的虎太郎等人，而度過了還算普通的童年。
小時候由於天罰的關係總是會引起事故，跟他玩的人很容易受傷，因此被附近的孩童們排擠，不然就是家長囑咐他們不要接近春樹。
雖然已經習以為常，實際上在內心留下了很大的傷痕，本人總是說沒事，但友人們仍然有看出來。
名字由來的顏色是千歲綠。
卯花之佐久夜姬
聲：高志麻矢 / 伊藤靜
代表的主題BGM『Charge Of Soul』。
體驗人類生活時，戶籍上登記的名稱是「卯之花 姫」，友人之間通常使用「姬」這個稱呼。
過去曾長時間管理故事舞台真日羽市的土地神，為了能繼續從事這個職務而向上役之神主動申請了神的鑑定試驗。
本人對於神的位置並沒有很大的興趣，反倒不知為何在試驗要求了「解除施在千歲家的神之天罰」的條件。
能夠使用不可思議的神通力，以神之力改寫記憶的方式讓真一郎認為她們是遠房親戚，並且靠催眠老師們而正式成為轉學生（本人表示即使使用銅板也可以進行催眠）。
在學校活動時偽裝成內向的優等生，常故意引發誤會讓春樹被捲入，例如公開做過沒穿內褲的問題發言。
外向自信成熟穩重，充滿正義感的愛管閒事性格，很有作為領導人的天分。但同時是充滿好奇心，並喜歡捉弄人的小惡魔性格（以捉弄春樹為主）。
此外很欣賞努力的人，特別是對爛好人的春樹有很高的評價，時常會默默地守護，但本人會否認有幫忙。
非常有身為神的責任感，且非常重視人民，認真時會非常嚴肅，尤其牽涉到性命問題會不惜武力干涉，但基本上非常尊重當事人意願。
討厭性格很差的上司，甚至會用「那個雖然是那個」這樣的詞來形容。尤其對被祂整的事情耿耿於懷，當被提起那些汙點就會難得的怒鳴。
做事有自己的一套原則，雖然不死板但是對自己的形象十分看重，一旦發生形象破損的事情會惱羞成怒。
由於神的身分而能無條件精通大部分語言以及知識，但數學並不在這範圍內。
頭腦很好，短時間內就將數學的基礎打好，並且高分通過補考（本人則說歸功於春樹教的很好）。
藉由跟春樹接吻吸收他身上的『神的天罰』，讓春樹能正常生活，不過還不習慣時春樹的體力也會被吸走部分。但實際上不一定要用這個方式，只是較乾脆，並且可以看到春樹驚慌失措的樣子。
雖然是為了拔除春樹不幸而存在，但由於好奇心旺盛加上喜歡捉弄春樹所以本身就是混亂的製造者。
不知為何明明對現代並不是全然認識，但對漫畫的知識卻很了解，例如「左手只是輔助」之類的，並且會有一些冷門及狂熱份子才知道的知識。
過去身為人類時的本名是「咲夜」，死後從祖靈中被挑選出來成為土地神。
「解除施在千歲家的神之天罰」這個條件的理由在琉璃線提及，即是為了琉璃。
因為身分以及試驗後將會離開而否定了春樹對自己的感情，但最終仍是成為戀人。
跟春樹成為戀人後某次捉弄春樹，春樹要求卯花告訴他一個關於自己的秘密作為補償，便將本名告訴，他此後成為春樹專用的稱呼。
由於吸收過多天罰加上戀愛的感情而無法制御神通力，尤其當吃醋的時候神通力會變成小災難降臨在春樹上。
而學園祭的企劃當時正好接連碰上事故，造成校方的意見偏向企劃取消。卯花打算直接靠神通力干涉，但基於一些原因跟春樹意見相左，決定各自行動。
由於以上原因而讓上役之神判定試驗失格，失去重新當神的資格，但作為處罰而讓她成為普通人在地上生活（上役之神的說詞）。
名字由來的顏色是卯之花色。
龍膽琉璃
聲：成瀨未亞  / 同左
代表的主題BGM『小さな願い』。
跟隨卯花的少女。第一人稱是「琉璃」，而台詞中提到其他人名字時會以平假名顯示。
原本是居住在森林的狐狸，現在是具有神通力的白色狐狸。外表看起來是個穿著和服的嬌小少女，可以隱藏獸耳及尾巴。
非常仰慕身為主人的卯花，稱其為「姐姐大人」，總是跟在她的身邊，而當卯花前往人界進行試驗後也隨即追了過去。認為春樹是造成一切的元兇，單方面敵視春樹。
與卯花相同，卯花使用神通力讓琉璃轉入學校，並交由佐奈照顧。
說話很直，不過基本上只針對瞧不起的春樹。
受卯花影響而有很多冷門及狂熱份子才知道的知識，但有時自己也不明白是甚麼意思。
知識匱乏，可以說是不懂世事，當碰到不如意的狀況時，無論對方是誰，結論都會變成「太卑鄙了，春樹！」。
跟卯花一樣英文方面有很強的能力，但並未提到是否跟神的隨從的身分有關。
會使用讓人無法理解的形容詞，例如「嗚啾嗚啾」、「嘎啦嘎拉」。
個性像小孩子一樣，討厭學習、愛玩，對身為附近動物的首領充滿榮譽及責任感。
一方面由於是動物，容易被食物誘惑，對有興趣的東西會舔或聞看看，對抱有好感的對象會將狩獵的小動物送給對方。
但在部分地方卻有非常成熟的想法，特別是愛情方面很豁達，即便如此，春樹真的跟其他女性相處時仍然會吃醋而生氣，包含卯花在內，不過受害者只會是春樹。
雖然身為隨從，但除了情報蒐集之外基本上都是卯花在照顧琉璃。
由於是神的隨從，咬出的齒印也有暫時保護春樹免於天罰的效力，雖然琉璃不介意多咬幾次，但春樹本人敬謝不敏。
喜歡梳理尾巴，讓春樹幫忙整理作為獎賞。
對人類戀愛的認知跟動物的形式相同，認為養育後代是理所當然的事情，並且男性花心是沒辦法的事情，畢竟就是這種生物。
成為情侶後會維護身為配偶的春樹的尊嚴，但琉璃本人仍然常常有瞧不起春樹的發言。
實際上與千歲家受到的『神的天罰』有密切的關係。
過去琉璃有過一個很要好的人類朋友，兩人常常玩在一起。後來，朋友的祖父身亡，朋友陷入了哀傷，為了讓朋友能不再悲傷而將假的『復活的秘藥』給了他。
於是朋友將墓挖開，讓祖父的遺體飲下，但因為褻瀆死者而受被施予了『神的天罰』，而琉璃則被懲罰作為隨從跟在卯花身邊。
知道來龍去脈後琉璃感到沉重的罪惡感，認為自己害了朋友跟千歲家的人，沒資格獲得幸福（尤其跟在卯花身邊過得很快樂，根本算不上懲罰）。
在春樹、卯花、虎太郎的幫助下找到了仍未投胎的朋友「和津」，得知未投胎是因為有強大的思念而害怕是被朋友怨恨（實際上是有心願未了）。
之後在春樹的努力下「和津」順利回歸祖靈，也解開了琉璃的心結，但過程中春樹吃了不少次醋（直到和津離開後才知道和津是女性）。
後來與春樹生活在一起。
名字由來的顏色是龍膽色、琉璃色。
千歳佐奈
聲：安玖深音  / 後藤麻衣
代表的主題BGM『With You!!』。
春樹的妹妹，家事萬能並且喜歡料理。
個性溫和乖巧，做事細心並且總是為人著想，但只要扯到春樹就很容易發言暴走。
跟春樹一樣是吐槽役達人，並且不知為何充滿很多冷門或狂熱分子的知識。
喜歡春樹，認為自己隱藏得很好，但實際上眾所周知，而且還受到周圍的人的支持，只有對戀愛鈍感的春樹只認為那是親情。
要是對自己的哥哥抱有誤解後（特別是性方面的），會一個人沉浸於不得了的妄想世界裡，然後必定會作出獻出自己身體的結論。
那樣的時候，不知為何（恐怕是為了掩飾害羞）會在句子裡加入「不過就是哥哥」，「變態哥哥」之類的失禮說話。
對突然出現在家裡的卯花抱有醋意，但在聽她說明完後接受了狀況。
戶籍上登記雖然是「千歳 佐奈」但並無血緣關係，實際上佐奈是春樹小時候碰見的迷路少女，由於無論怎麼調查都找不到少女的家人，最終就由家裡收養。
基於以上原因並沒有承受應該所有族人都有的『神的天罰』。
真正身份是御靈人，類似幽靈的存在，祖靈之中的靈魂受到神之力的余波影響而不安定的暫時復活徘徊，本該慢慢地隨時間消失，但由於偶然跟春樹相遇，吸收了『神的天罰』的力量，慢慢成為穩定的存在。
基於以上原因，春樹能平安的活到現在可以說是佐奈的功勞。
並且由於琉璃做出的媚藥被修正後暴走跟天罰有關，佐奈完全沒受影響。
看到跟春樹跟除了葵以外的人親熱的話，佐奈暴走而會拿出刀子準備審問。
幫忙虎太郎家裡的神社打掃時不小心被神具劃傷而再次變成不穩定狀態，而為了恢復穩定必須常常跟春樹在一起，但狀況仍然逐漸惡化，甚至有突然消失掉的狀況。
因為不希望哥哥是因此而被迫跟自己在一起而開始抵抗。之後上役之神給春樹試煉，而春樹最後才認清兩人並非親情，克服了試煉，佐奈不會再不穩定，天罰也消失。
後來與春樹結婚生有一女「優希」。
山吹葵
聲：佐本二厘  / 同左
代表的主題BGM『モットー』。
春樹青梅竹馬的朋友之一，跟姐姐從小就跟千歲家有往來，並且偶爾會到「Robin」打工幫忙。
是個性格直爽沒有心機的人，心地善良待人和善，非常有人氣，也常常被人告白。
跟朋花是非常要好的朋友，跟春樹則是認識很久，互相都清楚對方的優缺點的知己，但並沒有發現自己對春樹的心意。
喜歡幫助他人，雖然沒有所屬的社團，但常常幫助各社團以及學生會，並且有很強的責任感，會勉強自己。
對戀愛非常鈍感，而且非常的沒有自覺。
總是很擔心不斷遭遇事故的春樹，所以常常替他求護身符，數量至今已經破百，不過依然沒什麼效果。
實際上喜歡助人的個性是由於不斷看春樹遭受不幸而無力幫忙的愧疚而養成，但已經成為葵本身的美德了。
對戀愛的抵抗力很弱，即便已經認清自己的愛戀之心，也很容易害羞到無法思考。
受『神的天罰』影響，對春樹的心意化成了另一個分身，而這個分身則會很明白的表達自己的心意，總是跟本尊交替出現，讓人分不清是誰。
直到葵完全接受了自己的心情才跟分身合而為一，並且跟春樹正式的交往。
之後向上役之神要求了試煉，兩人共同分擔天罰，最終兩人一起克服了試煉，天罰也消失。
後來在結婚儀式前接受眾人的祝福。
名字由來的顏色是山吹色。
市杵宍姫命
聲：- / 尤加奈
代表的主題BGM『新綠の風』
因為小廟在騷動中被春樹壓毀而從沉睡中被喚醒的女性神明。
個性溫柔並且樂觀但總是一副慵懶的樣子，但於投入的事物卻會非常認真。
非常重視週遭的人，尤其是蘇芳的請求，即便覺得麻煩也會盡可能配合。
與卯花相同，有時會流露出慈愛的神情，像是溫柔的守候著其他人一般。
有M的一面（不過自稱後每次都會再訂正為超M），會妄想別人的作法其實是某種虐待的玩法而獨自亢奮。
是蒐集並淨化汙穢的「除穢之神」，與其他的除穢之神輪替，以沉睡的方式淨化蒐集來的汙穢。此外，也因此跟蘇芳都對魅藥免疫。
對自己的任務抱有強烈的責任感，相關的情況也會非常認真。但與卯花同樣討厭性格很差的上司，也用「那個」來形容。
因為上役之神的安排，透過真一郎得到在人間的居處，但過程相當不合理，並且無需租金。
住處是一間名為「花鷄亭」的原中華餐館，因為蘇芳想嘗試經營，所以負責起外場及外送的工作。
戶籍上登記的名字是「宍戸 若葉」，與蘇芳的關係為姊弟。
取名原因為新生之葉是受到期待跟關愛的，但因為本人害臊而沒說出來。
重度的遊戲玩家，為此蘇芳刻意不將遊戲機的先進程度告訴她，尤其擔心開始接觸MMORPG的話會整個人叫不動。
基於以上理由將花雞亭的公休日訂在週四，因為新遊戲都在週四發售（但實際上她並不會去逛）。
在重建小廟以及海邊的出遊與春樹的交談後被春樹所感動，生活變的積極許多。
認為春樹很「美麗」，既使身心不斷受傷，仍然繼續幫助有困難的人。
由於是在沉睡期間醒來，原本的工作也無法繼續執行，所以開始思考存在的價值，還因此引發了小騷動。
實際上是因為海邊的事情而想幫助更多人，所以開始每天去巡邏。但因為積極過頭而被當成可疑人物舉報，直到春樹阻止才停下來。
由於店裡缺乏人手，春樹長期在店裡幫忙，並且之後佐奈與其他友人也都時常抽空去店裡幫忙。
為答謝春樹而做了拉麵，但刻意做的很難吃。之後才會提到是因為要是努力做了卻被說難吃的話會很傷心，所以才故意這樣。
此後努力跟蘇芳學料理，但僅做為春樹幫忙的謝禮。
某次工作完返家春樹發生車禍，靈魂即將脫離，為了修復若葉暫時融合了兩個人的靈魂，才成功救活春樹，但也無心造成了後來的影響。
因為融合期間互相看到對方的記憶，兩人得知彼此擁有相似的心靈創傷。
但因為若葉是在淨化的沉睡中提早醒來的，春樹體內的『神的天罰』與汙穢部分融合，造成春樹體況變得相當糟。
後來在跟卯花的協力下去剝離了汙穢的部分，但由於天罰暴走，若葉決定嘗試將汙穢導入地脈靈氣之中。
因為被地脈帶走而消失蹤影，但也沒有操作地脈的經驗所以難以脫身，直到卯花的搜索行動才得以回歸。
名字的由來是市杵島姬。

### 次要女主角
個人路線無牽涉故事主線的可攻略角色們。
常盤真尋
聲：遠野そよぎ  / 岡嶋妙
代表的主題BGM『本当のワタシ』。
水薙學園的學生會長，春樹等人的學姐。
容貌、能力、人格都非常理想的存在，受到很多學生的憧憬，但似乎不怎麼與人群體行動。
非常盡責的處理學生會的事務，並且致力推動學園祭的改革。
無法理解一些常人認為基本的情感，並且會直接地說出不帶人味的感想，所以在以前的學校曾受到排擠，為了不再被討厭而迎合著他人的「評價」生活。
隱藏「異質的真正自我」而不斷的演戲，甚至已經分不清自己的本意是哪邊（沒有惡意，純粹是無法理解卻裝成能理解來迎合對方）。
對戀愛電影毫無感想也無法理解，看電影幾乎都選擇動作片一類較容易受氣氛影響的。但碰上自己的戀愛卻非常慌張，甚至緊張到咬到舌頭。
因為隨身攜帶的書被春樹看見，而擔心演戲的事情被識破，於是主動告白想確認，但並不想傷害春樹。
被春樹識破後進行最後一次「由真尋自己的意志決定的約會行程」，約會最終以自己的意志向不斷幫助自己的春樹認真的告白，兩人才終於成為情侶。
跟春樹正式交往後才開始敢說出自己的意見，甚至開始有任性的小舉動，學園祭拉著春樹跑到沒人打擾的地方獨處。
喜歡的食物是咖哩，而且擅長製作，唯獨對咖哩有異常的執著。堅持材料的切法、肉的煮法、香料的調和只要有出錯就會從頭再來。
名字由來的顏色是常盤色。
烏羽紫
聲：夏野冰  / 田口宏子
代表的主題BGM『教育者の苦悩』。
春樹班級的年輕班主任，年輕而且不擺架子所以在學生中很有人氣。
個性成熟穩重但是意外的衝動，此外與個性及打扮相反，個性相當的少女。
工作態度是盡責而不過頭。討厭麻煩所以特別叮囑班上不要惹事，尤其特別關照著春樹。
實際上很關心學生，只是讓人看不太出幹勁而已。
有S的一面，偶爾也會藉此掩飾害羞，對調教主角似乎很有興趣。
涉的好友兼同學，與學生時代也常常跟涉一起到千歲家開的咖啡廳「Robin」，與真一郎也是舊識。
似乎有著不想被提起的學生時代，不過主要是因為涉專門挑糗事提起。
不擅長抽菸也沒有煙癮，但總是攜帶打火機。實際上為哥哥的遺物，紫抽菸的習慣因此而來，不過僅僅是遺物，並不是有重要回憶的物品。
與身為不良分子的哥哥感情很好，但當哥哥突然醒悟準備認真讀書時，卻遭遇意外而死，紫因為這件事影響而決定成為老師。
外表看不出來的浪漫主義者，對戀愛方面的抵抗力很弱，被告白後馬上亂了陣腳。
由於春樹拼命的表現終於答應交往，但因為師生的關係而沒有跟友人們公開，不是在紫家就是到碰不到學生的地方約會。
戀愛的經驗為零，想維持身為大人的尊嚴的紫對此有很大的情結，甚至借酒澆愁自暴自棄。
名字由來的顏色是烏羽色、紫色。

### 其他角色
東雲庵
聲：本多啓吾  / 高橋伸也
春樹青梅竹馬的朋友之一，也是春樹的惡友。
性格開朗樂天的行動派，無論別人說甚麼都會相信，回到學校時才開始配戴眼鏡。
不懂察言觀色的笨蛋，但成績卻是學年首席，平均分數95以上，常常有問題行為，例如在學期間長期休假跑去旅行。
根據自身說法，以前不擅長讀書，成績變好是由於以前成績很差時，老師說「把教科書內容全背下來」，結果成績就突飛猛進（實際上放棄教學然後諷刺他，沒想到真的做到）。
非常喜歡獨自旅行，拿到護照後更是不等段考結果就直奔國外，常常在旅途中結交新朋友，並常常碰上危機，但不知為何總是能化險為夷。
認真的時候個性意外的認真，並且因為旅行的關係也有自己的人脈，加上籌措旅費的關係所以有很多打工門路。
名字由來的顏色是東雲色。
淺葱虎太郎
聲：榊原由依  / 同左
春樹青梅竹馬的朋友之一，為當地神社的神主夫妻的孩子。
個性毒舌說話直接，但絕不是冷淡，當朋友有困難的時候會不吝相助的類型。
成績不錯，但非常討厭麻煩事。在學園並沒有跟春樹等人同班，但仍然常常會聚在一起。
擁有強大的靈感體質，能看見一些常人看不見的東西並深受其擾，但也因此跟有著類似童年的春樹變成好友。
順帶一提，由於靈感體質的關係，常常被卯花的上役之神當成憑依媒介。
並且在琉璃線被春樹的祖先「和津」憑依了很長一段時間，本人則陷入沉眠，直到和津滿足而離去時才恢復。
名字由來的顏色是淺葱色。
木賊朋花
聲：みる  / 壹智村小真
春樹的同班同學，隸屬新聞部的女孩子，春樹的友人之一。
第一人稱使用「僕」（男性用的第一人稱），給人孩子氣感覺的性格，班級裡負責炒熱氣氛的人。
跟葵是非常要好的朋友，跟葵一樣是八面玲瓏的人。
後來才知道春樹在學園裡的奇怪謠言跟她的報導有關，不過本人沒有惡意，只是想讓大家都能知道事情。
雖然並非攻略角色，但PC版全部路線完成後有參與隱藏劇情。
名字由來的顏色是木賊色。
山吹涉
聲：五行なずな  / 小野涼子
葵的姐姐，咖啡廳「Robin」的店長（不過正職人員也只有她跟老闆）。與千歲家的成員從小就認識，學生時代也常常跟紫一起到店裡。
個性開朗活潑，在附近的孩子間很有人氣，常常跑來跟她要點心。
擁有非常淵博的紅茶知識，但咖啡方面卻不怎麼精通。對午間的連續劇有興趣，會拜託葵幫忙錄。
喜歡聽戀愛故事，也是附近的情報通，常常跟老闆或佐奈一起起鬨捉弄春樹，讓春樹難以招架。
本人表示想成為一個能在弟妹們有困難時跳出來說「就交給大姐姐吧！」的人，由於葵太能幹完全不需要照顧而感到寂寞，不過唯獨戀愛方面葵完全不擅長，所以會在這方面支援。
跟紫一樣有S的一面的同好，不過隱藏得很好，這方面的事情也不太讓紫提以前的事情。
千歳真一郎
聲：タケムラ  / 麥人
春樹的祖父，咖啡廳「Robin」的老闆。
有著紳士並穩重的個性，但會對女性很直接地說出有如性騷擾的發言。
擁有非常淵博的咖啡及紅茶知識，並清楚怎麼搭配餐點的行家。
春樹有煩惱時總會去詢問人生經驗豐富的祖父的意見（但若主題是戀愛方面時則會不斷的離題，由於祖父的個性所以讓人無法分辨是刻意還是真的誤解）。
戀愛方面的經驗非常豐富，光是提出的名字就有十人以上。
對孫子孫女十分支持，不過如果有做錯事情也會嚴厲的提醒。
由於卯花的力量，將卯花當成千歲家的遠房親戚。
擁有非常稀有的超強運勢，不但足以抵銷天罰，甚至遠遠的還有剩。
不知道為什麼「Robin」裡面有拷問用的房間，當因為琉璃的發言而產生誤解時，春樹差點遭殃。
人脈非常廣，甚至與組長是老朋友，但春樹由於害怕而不敢問詳細（指日本的黑道大哥）。
老竹幹雄
聲：藤流水  / 近藤隆幸
水薙學園的學年主任。有著嚴肅且無法通融的個性，外表給人不苟言笑的感覺。
特別關注被當成行為不良分子且常引起騷動的春樹，對春樹來說是很難應付的存在。
雖然嚴格的但總是出於關心以及認真的考量，實際上十分為學生著想。
學園祭轉型的企劃能成功實際上也有賴他的協助（從紫老師口中得知）(在卯之花線中，則由上役之神反映出老師開會情況。）
名字由來的顏色是老竹色。
上役之神
聲：憑依對象的聲優
沒有詳細的背景，性別亦不詳。卯花的直屬上司，給予她試煉的上位之神。
常常刻意對卯花使用令人討厭的措施，被卯花當作“討厭的傢伙”（但對待卯花的措施總被他用「試練的一環」做解釋來裝傻）。
連市杵宍姫在卯花提到他時也馬上表現出嫌惡的反應。
性格自我意識過剩，並且對神的身分非常自大。
根據本人說法，自己無法直接降臨，否則有影響世界的危險，故藉由憑依他人表達自己的意志。
普通藉由靈媒體質的虎太郎來表達意志，佐奈線則是藉由琉璃。
雖然會捉弄人，但仍以對人間的影響為重，非常有身為神的責任感。
該嚴肅的時候會整個嚴肅起來，也不吝於給願接受試煉的人類一絲希望。
和津
聲：榊原由依 / 同左
千歲家的先祖，女性。
跟琉璃是非常要好的朋友，總是一起行動且行為親密，也因此讓春樹有了吃醋的感覺。
因為有未傳達到的思念而沒有回歸祖靈，在曾經有河流的某處成為殘留的靈體，因為琉璃的出現而思念變強，然後偶然憑依到虎太郎身上。
性格有融合被憑依的虎太郎所以不詳，僅知道是個樂觀且為朋友著想的人。
由於憑依的關係有吸收到部分現代知識，但看到實物時仍然覺得很新鮮。
非常祝福琉璃跟春樹的戀情，另外還會幫忙製造和好的機會。
有丈夫有小孩，並且有完整的人生，所以並不認為自己不幸，反倒認為害到琉璃跟後代子孫很過意不去。
憑依後無法自行離開虎太郎身體，而考慮到虎太郎本身的意識可能永久沉睡，給了春樹等人最後時限，若無法完成心願也不能害到虎太郎，會請卯花直接協助強制離開。
最後跟琉璃一起看了春樹努力完成的天燈群後心滿意足，給了春樹一個吻當謝禮後離開（但琉璃也因此罕見的吃了醋）。
蘇芳
聲：- / 阿澄佳奈
代表的主題BGM『花鷄亭』
春樹多次在校園內碰到的男孩子，幾次相遇後成為友人。
性別是男性，有一張容易被誤認成女性的可愛臉龐，本人也對此有相當的情結。
頭上有著動物的耳朵，但並未明說是哪種生物或者只是人類。
市杵宍姫的隨從，兩人關係非常融洽，並且有很深的信賴，稱其為「市杵宍姫大人」、「若葉大人」。
擅長家事、料理，性格直率，是個不擅長拒絕人家的溫柔孩子。
根據旁人的形容，他與若葉的關係就像媽媽與叫不動的小孩。但蘇芳非常了解若葉常常默默做出的關懷，總是會替其說好話。
由於市杵宍姫的興趣所以穿著女裝，但即便穿著男裝也會被當成是女性。
由於可愛的長相、個性溫柔善良，讓春樹常常差點跨過那條線。
認為春樹是「溫柔又帥氣的人」，抱有愛慕之意，後來甚至已經可以無視性別問題。
頻繁出入學校是因為要前往小廟照顧沉睡的若葉。
開始人間的生活後，因為興趣而經營起已經荒廢已久的居處，中華餐館「花鷄亭」，手藝廣受好評。
戶籍上登記的名字是「宍戸 蘇芳」，與若葉的關係為姊弟。
因為卯花的慫恿而以旗袍當作餐館的制服，但包含春樹在內來幫忙的人都不會穿。
名字由來的顏色是蘇芳色。

## 工作人員
- 原畫：梦璃凛、小舞一、セレビィ量產型（SD原畫）
- 劇本：天宮リツ、北川晴
- 音樂：Famishin
- CG：煎路、モドキさん
- 導演：煎路

## 主題歌
片頭曲
作詞：榊原ゆい，作曲：Famishin，編曲：井ノ原智（Angel Note），歌：榊原由依
片尾曲「MUGEN∞MIRAI」
作詞：神代あみ，作曲：Famishin，編曲：椎名俊介（Angel Note），歌：神代あみ

## 漫畫
於《電撃G's Festival! COMIC Vol.6》中連載。作畫：やまぶき綾。2冊漫畫單行本於2010年8月27日至2011年12月17日發售。

## 網路廣播
網路廣播是由音泉在2009年1月6日到7月7日隔周星期二發佈共14回，由榊原由依、みる擔任主持人。

## CD
角色專輯
Charge Of Soul（2009年2月6日發售）
- 1.角色專輯「Charge Of Soul」

作詞：Riryka，作曲：Famishin，編曲：R.EAST，歌：卯花之佐久夜姫（聲：高志麻矢）
- 2.角色專輯「Charge Of Soul」無人聲版
- 3.廣播劇 01「風邪をひいたら!?」

小さな願い（2009年2月20日發售）
- 1.角色專輯「小さな願い」

作詞：kala，作曲：Famishin，編曲：椎名俊介，歌：竜胆ルリ（聲：成瀬未亜）
- 2.角色專輯「小さな願い」無人聲版
- 3.廣播劇 02「目指せ人気者!」

With You!!（2009年3月6日發售）
- 1.角色專輯「With You!!」

作詞：神代あみ，作曲：Famishin，編曲：不知火つばさ，歌：千歳佐奈（聲：安玖深音）
- 2.角色專輯「With You!!」無人聲版
- 3.廣播劇 03「魅力UP大作戦」

モットー（2009年3月19日發售）
- 1.角色專輯「モットー」

作詞：中山♥マミ，作曲：Famishin，編曲：BAL（内藤侑史＆山田屋カズ），歌：山吹葵（聲：佐本二厘）
- 2.角色專輯「モットー」カラオケバージョン
- 3.廣播劇 04「初めてのおつかい」

原聲帶
2009年8月21日發售，2CD收錄44曲。
廣播CD
2009年8月21日發售。

## 外部連結
- PC版官方網站（页面存档备份，存于）YUZUSOFT（日語）
- PSP版官方網站（页面存档备份，存于）Russell（日語）
- Happy GO Lucky!! PC版官方網站 （页面存档备份，存于）YUZUSOFTSOUR（日語）
- 廣播官方網站音泉（日語）